# Schefflera pueckleri
Schefflera pueckleri är en araliaväxtart som först beskrevs av Karl Heinrich Koch, och fick sitt nu gällande namn av David Gamman Frodin. Schefflera pueckleri ingår i släktet Schefflera och familjen araliaväxter. Inga underarter finns listade.

## Bildgalleri

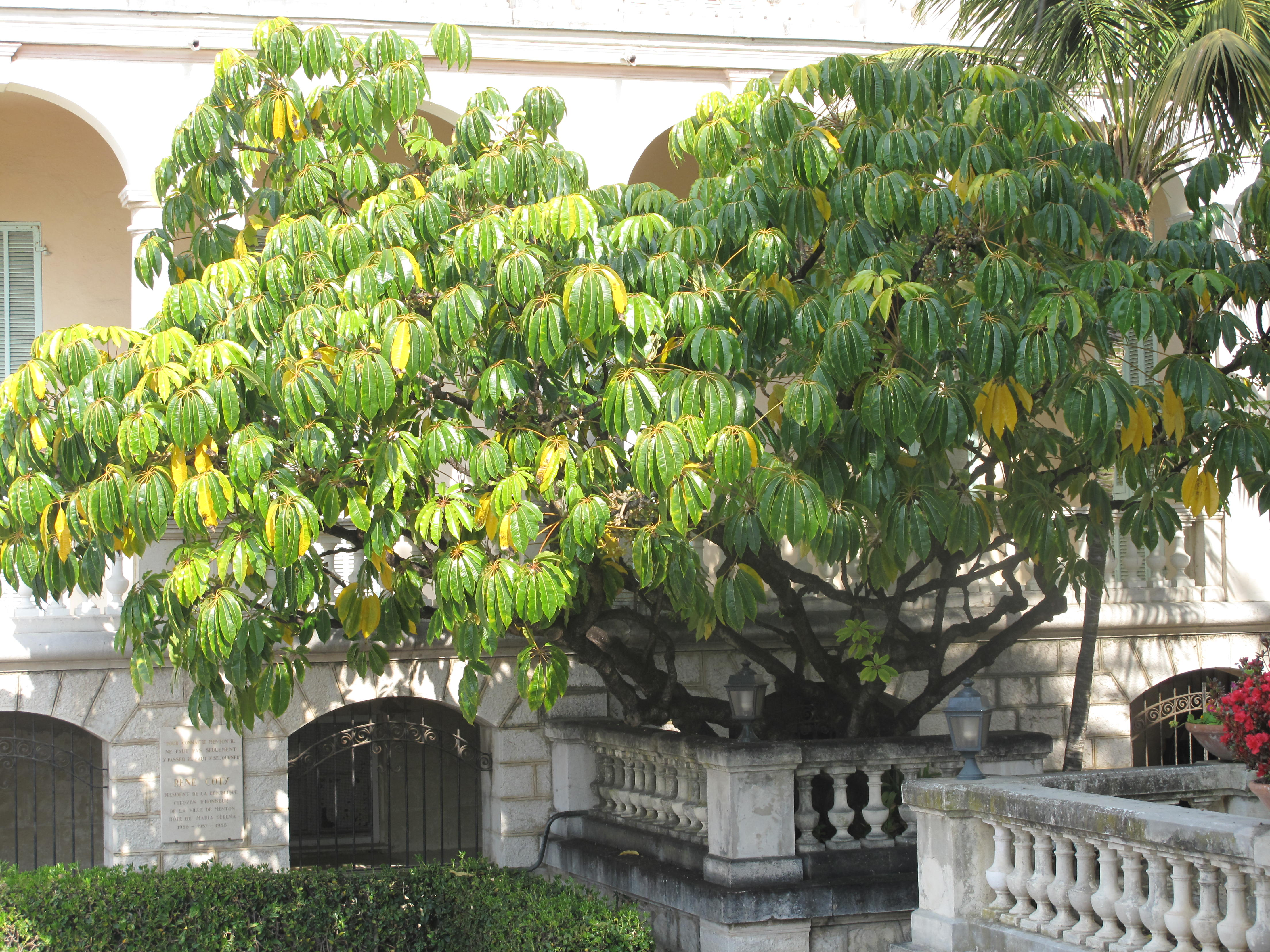
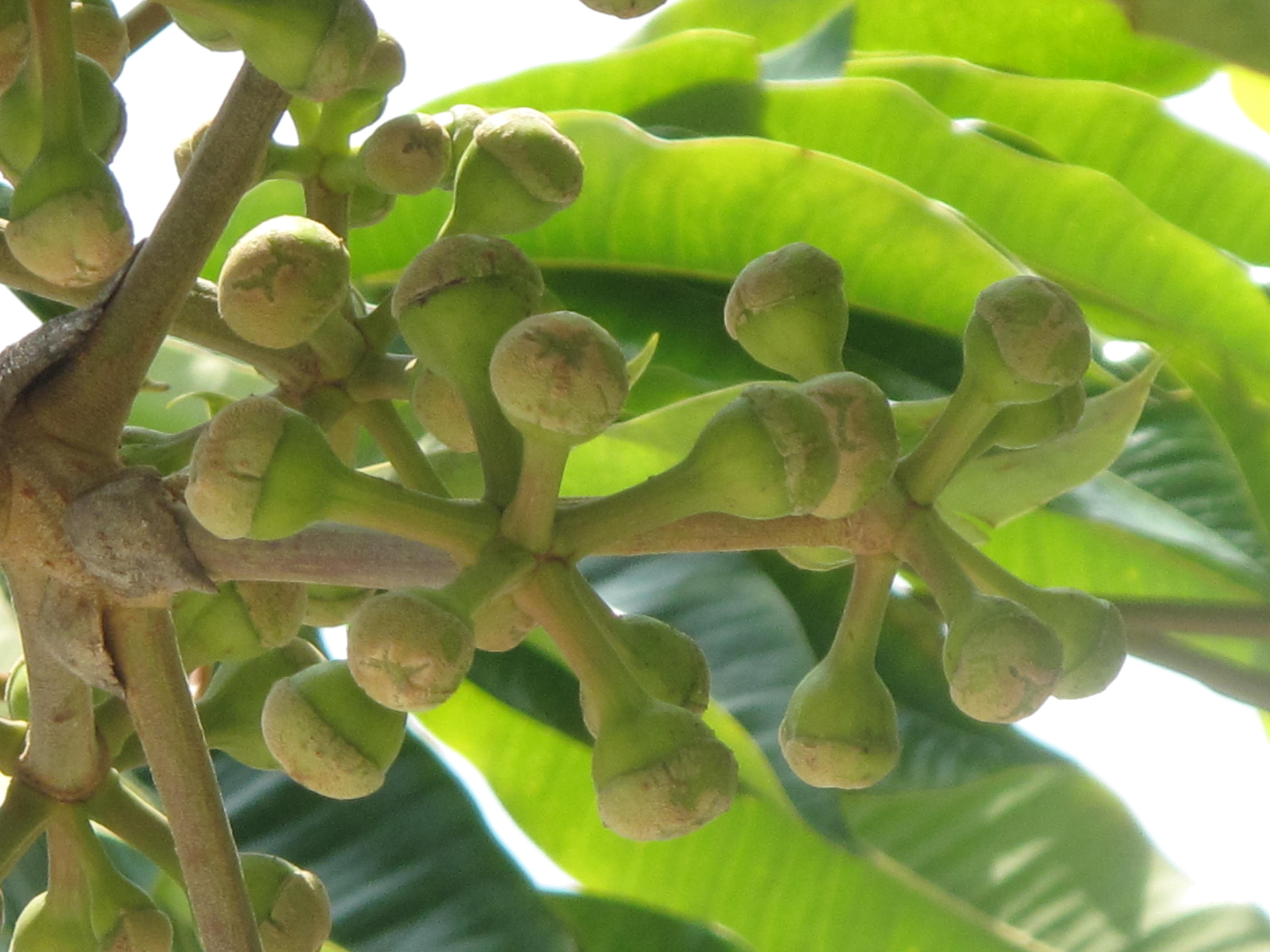
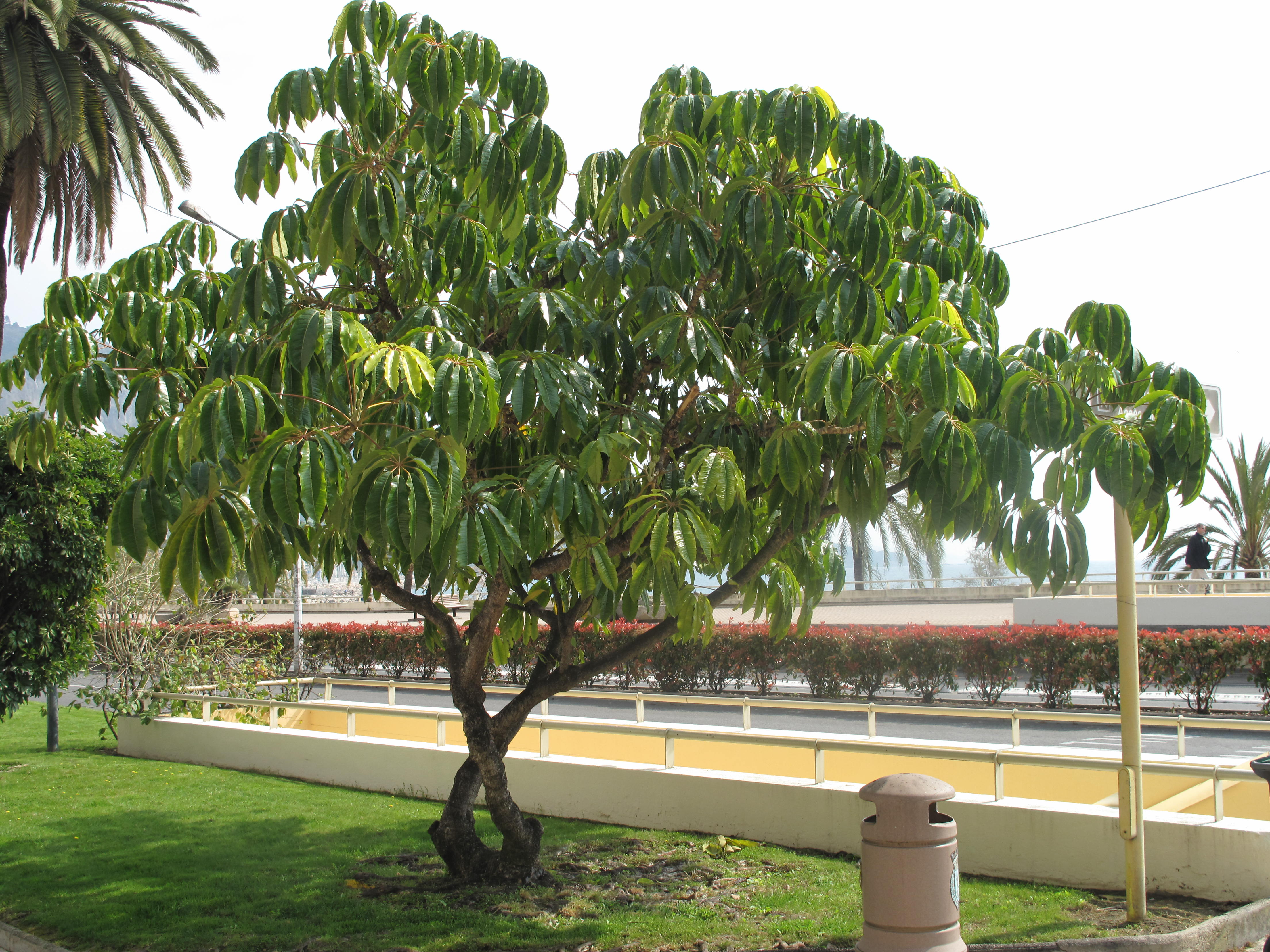
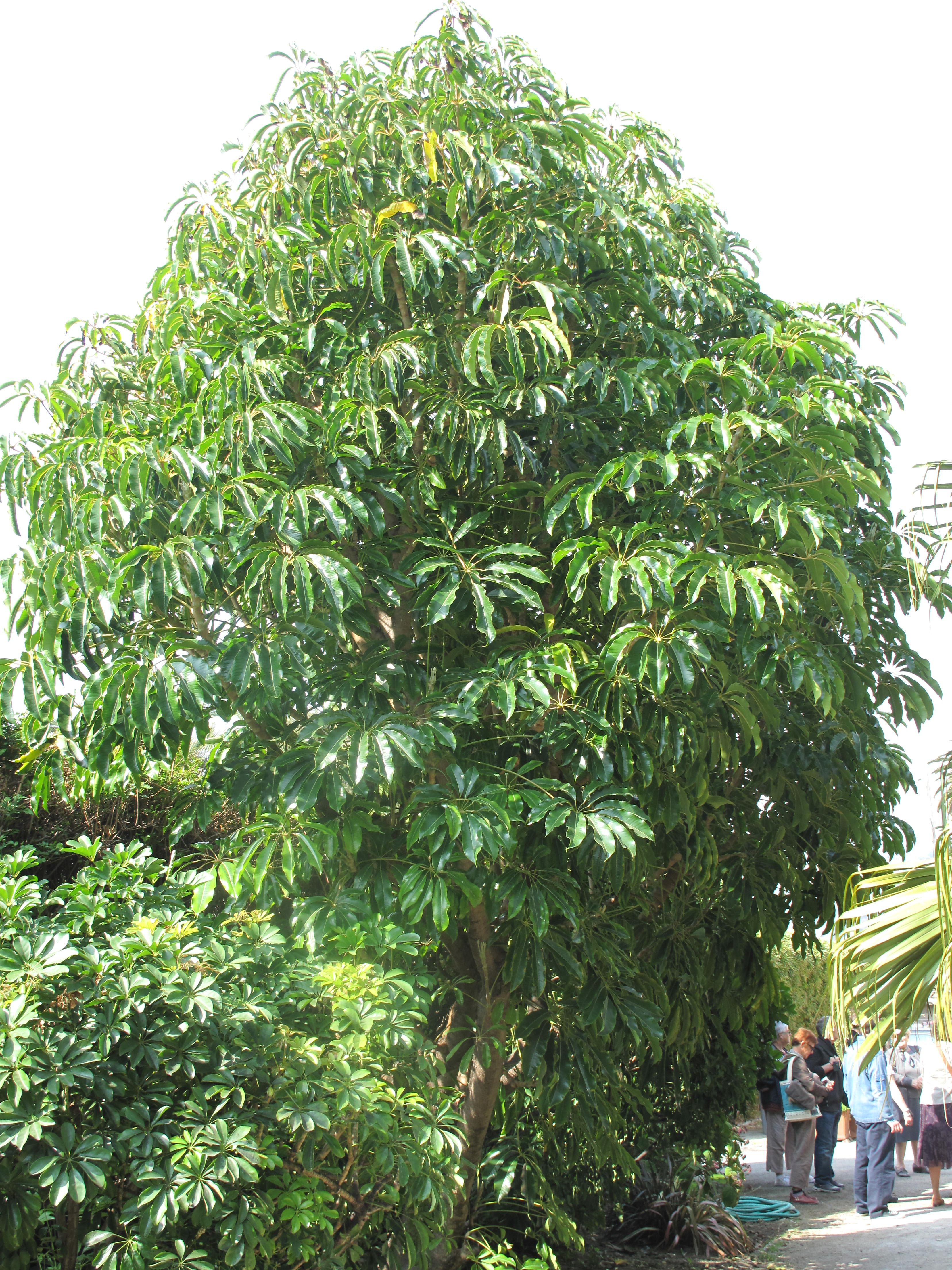